# Buborék nyaklánc
A Buborék nyaklánc a Vízipók-csodapók című rajzfilmsorozat első évadának tizenegyedik epizódja. A forgatókönyvet Kertész György írta.

## Cselekmény
Vízipók kifigurázza Rák apót, de a tréfából végül ő jön ki rosszul, mert baleset éri. Mindenki a segítségére siet, de komoly problémával szembesülnek, mert Vízipóknak a víz alatt is tiszta oxigénre van szüksége, hogy ne fulladjon meg.

## Alkotók
- Rendezte: Szabó Szabolcs, Szombati Szabó Csaba
- Írta: Kertész György
- Dramaturg: Bálint Ágnes
- Zenéjét szerezte: Pethő Zsolt
- Operatőr: Barta Irén, Polyák Sándor
- Hangmérnök: Bársony Péter
- Vágó: Czipauer János
- Rajzolták: Balajthy László, Haui József, Hernádi Oszkár, Neuberger Gizella, Tóth Pál
- Színes technika: Kun Irén
- Gyártásvezető: Doroghy Judit, Vécsy Veronika

Készítette a Magyar Televízió megbízásából a Pannónia Filmstúdió és a Kecskeméti Filmstúdió

## Szereplők
- Vízipók: Pathó István
- Fülescsiga: Telessy Györgyi
- Rózsaszín vízicsiga: Géczy Dorottya
- Kék vízicsiga: Felföldi Anikó
- Rák apó: Kőmíves Sándor
- Vízicsiga gyerekek: Andai Kati, Detre Annamária